# I disertori - A Field in England
I disertori - A Field in England (A Field in England) è un film del 2013 diretto da Ben Wheatley, ambientato durante la guerra civile inglese.

## Trama
Durante una battaglia della guerra civile inglese, l'assistente di un alchimista di nome Whitehead fugge dal rigoroso comandante Trower. Whitehead viene salvato da un soldato di nome Cutler, che uccide Trower. I due incontrano poi due disertori dell'esercito: il veterano Jacob e lo scaltro Friend. I quattro lasciano il campo di battaglia alla ricerca di una birreria promessa da Cutler per stringere un'alleanza. Cutler invece li conduce in un campo dove crescono molti funghi e qui cucina un pasto con alcuni di questi funghi e incoraggia gli altri a mangiarne, al fine di renderli più obbedienti, ma non lo fa Whitehead dicendo che sta digiunando mentre in realtà riconosce che si tratta di funghi con effetti collaterali. Dopo il loro pasto Cutler chiede loro un piacere, cioè tirare una fune che si prolunga oltre il campo e la collina avvolta attorno a un palo di legno stranamente intagliato sepolto nel terreno. Dall'altro capo della corda è attaccato un irlandese, il mago O'Neill. O'Neill è un alchimista rivale per il quale lavora Cutler e che Whitehead sta cercando di ritrovare in quanto aveva rubato documenti dal suo maestro.
O'Neill afferma rapidamente l'autorità sul gruppo e racconta loro di un tesoro nascosto da qualche parte.
Il gruppo si reca al campo indicato da O'Neill dove si trovano una tenda e alcune vettovaglie. Qui O'Neill tortura Whitehead per usarlo poi come una verga divina umana per localizzare il tesoro, che risulta essere vicino al campo. O'Neill ordina a Jacob e Friend di scavare mentre lascia Cutler per sorvegliare, e va a dormire nella tenda. Jacob presto soccombe all'influenza dei funghi allucinogeni e dopo diverse ore di scavo attacca Friend. Cutler per separarli spara accidentalmente a Friend che muore. Cutler è costretto a finire di scavare da solo, mentre Jacob si sdraia nel sottobosco e Whitehead deposita il cadavere di Friend in un boschetto.
Cutler alla fine si avvicina al raggiungimento del tesoro, attirando l'attenzione di O'Neill, che scopre che Jacob e Whitehead se ne sono andati. Raggiungendo dove si trova il cadavere di Friend, O'Neill insegue Whitehead, che ingerisce una notevole quantità di funghi, aumentando la sua consapevolezza ma subendo anche un'esperienza allucinatoria, in cui evoca un vento violento per spazzare via la tenda del campo. Cutler scopre che il "tesoro" non esiste mentre Jacob ritorna per unirsi a Whitehead in fuga da O'Neill.
Nella bufera Cutler rimprovera rabbiosamente O'Neill, accusandolo di fidarsi di Whitehead sul tesoro per cui O'Neill lo uccide sparandogli e insegue Whitehead e Jacob, che recuperano le armi di Cutler e tornano al campo. Mentre si stanno preparando per un attacco, Friend appare vivo e rivela la loro posizione a O'Neill che spara a Jacob mentre questi gli restituisce lo sparo. Jacob muore per le sue ferite, dopo che lui e Whitehead hanno ipotizzato che il tesoro fosse l'amicizia che condividevano. Friend carica O'Neill, ma O'Neill lo uccide con il suo ultimo colpo e Whitehead ne approfitta per uccidere finalmente O'Neill sparandogli nella parte posteriore della testa.
Whitehead seppellisce i cadaveri dei suoi amici nella fossa che era stata scavata e lascia il campo. Indossando i vestiti di O'Neill, raccoglie i documenti rubati al suo padrone e torna nella siepe dove aveva incontrato per la prima volta Cutler, Jacob e Friend, da cui si alzano i suoni della battaglia. Dopo aver attraversato la siepe, si rivedono Friend, Jacob e se stesso che stanno insieme.